# Dyngräsmal
Dyngräsmal, Elachista bruuni är en fjärilsart som beskrevs av Ernst Christian Traugott-Olsen 1990. Dyngräsmal ingår i släktet Elachista, och familjen gräsmalar, Elachistidae. Enligt den finländska rödlistan är arten starkt hotad, EN i Finland. Arten är i Sverige endast noterad på Gotska Sandön med två exemplar men anses ändå reproducerande i Sverige. Artens livsmiljö är sandstränder vid Östersjön.